# (3332) Raksha
(3332) Raksha est un astéroïde de la ceinture principale.

## Description
(3332) Raksha est un astéroïde de la ceinture principale. Il fut découvert le 4 juillet 1978 à Nauchnyj par Lioudmila Tchernykh. Il présente une orbite caractérisée par un demi-grand axe de 2,55 UA, une excentricité de 0,08 et une inclinaison de 14,9° par rapport à l'écliptique.

## Compléments